# 대전 시티즌 2001 시즌
대전 시티즌 2001 시즌은 대전 시티즌이 K리그에 참가한 5번째 시즌이다. 팀은 10개 구단 가운데 10위를 했지만 FA컵에서 우승하면서 창단 첫 우승 트로피를 차지하였다.

## 선수단
- GK : 이승준, 최은성
- DF : 김태완, 신상우
- MF : 이관우, 장철우
- FW : 공오균, 김은중